# Gilberte Lavaire
Gilberte Lavaire dite Nicole est une résistante française communiste née le 17 avril 1922 à Amoncourt (Haute-Saône) et morte le 27 décembre 1944 à Habsheim (Haut-Rhin).

## Biographie

### Résistance
Gilberte Lavaire est l'agent de liaison du colonel Fabien depuis 1943.
Le 16 juin 1944, elle est arrêtée par les miliciens en Bretagne. Elle est torturée, frappée à coups de nerfs de bœuf et de ceinturon, mais ne donne aucun renseignement. Elle est emmenée à Paris puis à nouveau torturée dans une maison de la Milice,.
Elle parvient à s'évader et reprend sa place dans la Résistance. Elle fait ensuite partie de l'état-major de la colonne Fabien qui continue le combat en se dirigeant vers l'Est après la libération de Paris.
Elle meurt le 27 décembre 1944, à Habsheim dans le Haut-Rhin, au côté du colonel Fabien, tuée par l'explosion d'une mine qu'il était en train d'examiner.

### Famille
Brigitte Lavaire rejoint sa sœur Gilberte en Bretagne en mai 1944. Elle devient standardiste du PC de Fabien. Elle continue cette activité au sein de la 1re armée en Allemagne jusqu'à la fin de la campagne.
Auguste Lavaire, père de Gilberte, est déporté par le convoi du 4 juin 1944 au camp de concentration de Neuengamme. Il réussit à survivre. Il est médaillé de la Résistance française, comme sa fille.

## Distinctions
- Médaille de la Résistance française à titre posthume par décret du 31 mars 1947[7].

- Mention « mort pour la France »[8].

## Hommage
Une rue de Port-sur-Saône, où elle a vécu, porte le nom de Gilberte Lavaire.